# Хуан Хосе Кордеро Гальярдо
Хуан Хосе Кордеро Гальярдо (исп. Juan José Cordero Gallardo; род. Эль-Пуэрто-де-Санта-Мария) — испанский мини-футбольный судья. Арбитр ФИФА с 2014 года.
С 2003 года судит матчи высшего дивизиона чемпионата Испании.
Дважды лауреат премии Futsalplanet Awards в номинации лучший судья мира (2019 и 2021).
Обслуживал матчи Чемпионатов Европы по мини-футболу 2018 и 2022 вместе с соотечественником Алехандро Мартинесом Флоресом. Главный арбитр финала Чемпионата Европы по мини-футболу 2022.
Также работает в службе технического обслуживания спортивных сооружений в Эль-Пуэрто.